# بشراناوية
البشراناوية (بالإنجليزية: Hominini) هي قبيلة من أسرة البشراناوات تحوي على جنسين فقط هما البشراني (بشر) والشمبانزيات وأسلافها المنقرضة. يشكل أشباه البشر تصنيف فرعي لفصيلة الإنسانيات. يضم أشبه البشر جنس الإنسان ولكنه يستبعد جنس الغوريلا. اعتباراً من عام 2019 لم يكن هناك توافق في الآراء حول ما إذا كان يتوجب أن يشمل جنس الشمبانزي (الشمبانزي والبونوبوس)، يتم ربط السؤال بشكل وثيق إلى عملية تحديد الأنواع المعقدة التي تربط بين البشر والشمبانزي وتطور ثنائيات الحركة في البشر الأوائل.
تم تقديم القبيلة في الأصل من قبل جون إدوارد جراي (1824) وذلك قبل وقت طويل من معرفة أي تفاصيل حول أنواع الشمبانزي والبشر. يتضمن تعريف غراي لقبيلة أشباه البشر كل من الشمبانزي والجنس البشري. لا يزال يُلتزم بهذا التعريف في الاقتراح المقدم من قبل مان وويس في عام 1996 والذي يقسم أشباه البشر إلى ثلاثة أنواع فرعية البعام (التي تضم الشيمبانزي) أشباه البشر (التي تضم البشر) أسترالوبيثسين (تضم عدة أنواع منقرضة من الأسترالوبيثسين).
يُعتبر بدلاً من ذلك بأنه أشباه البشر تستبعد الشمبانزي. يمكن في هذه الحالة استخدام البعام (البعام، ديسلون 1977) للإشارة إلى القبيلة التي تضم الشمبانزي كنوع وحيد فقط.
تشمل أقلية التصنيفات المخالفة شمل الغوريلا في أشباه البشر والشمبانزي في البشر (غود مان وآخرون 1998) أو كلاً من الغوريلا والشمبانزي ضمن البشر (واتسون وآخرون 2001).

## المصطلحات المستخدمة والتعاريف
بالاتفاق، يشير المصطلح الوصفي البشراناوية إلى القبيلة (المرتبة التصنيفية باللاتينية Hominini) بينما يُشار إلى أعضاء المرتبة التصنيفية تحت قبيلة (باللاتينية Hominina) بأشباه البشر (وبالتالي كل أنواع البشر القديمة). يتبع ذلك اقتراح مان وفايس (1996) واللذان قدما قبيلة البشراناوية على كونها جزءا من الشمبانزي والبشراني بوضعها في عميرة منفصلة. يشير جنس الشمبانزي إلى تحت قبيلة الشمبانزيات، بينما يندرج جنس البشراني ضمن تحت قبيلة أشباه البشر. إلا أنه هناك اتفاق بديل يستخدم مصطلح «أشباه البشر» لاستثناء أعضاء الشمبانزيات أي لكي يصبح إما للبشراني أو لكل من أنواع البشراني والقرد الجنوبي. ذُكر هذا الاتفاق البديل على سبيل المثال في كوين (2009) وفي دونبار (2014). يستخدم بوتس (2010) المرتبة التصنيفية البشراناوية بطريقة مختلفة إذ يستثني الشمبانزي بينما يخصص قبيلة منفصلة للشمبانزيات تحت اسم Panini. في هذا الاتفاق الحديث، يتم تطبيق مصطلح هومينين على البشراني والقرد الجنوبي وقرد الأرض وغيرها من التصنيفات التي ظهرت بعد الانقسام الذي حدث في الشمبانزي، وبالتالي تفرق بين حفريات أعضاء أشباه البشر والقردة الجنوبية وبين حفريات الشمبانزي (ليست أشباه البشر بل من البشرانيات).

## مخطط النسل
يُظهر مخطط النسل الفرع الحيوي الخاص بالمرتبة التصنيفية للقردة العليا وفروعها الحيوية، مع التركيز على تقسيم أشباه البشر. تشكل فصيلة القردة العليا قردة الأورانغوتان والغوريلا وأشباه البشر إذ يكون الاثنان الآخران الفصيلين المكونين لأشباه البشر.

## التاريخ التطوري
وُجد كل من إنسان الساحل التشادي والأورورين في الفترة التي شهدت أحداث الانتواع بين البشر والشيمبانزي منذ حوالي أربعة إلى ثمانية ملايين سنة مضت. لم يتم إيجاد سوى عدد قليل جدا من الحفريات من هذه الفترة والتي يمكن اعتبارها مرتبطة ارتباطا مباشرا بالشيمبانزي. نُشرت الأخبار عن أول مستحاثة شيمبانزي والموجودة في كينيا في عام 2005، إلا أنها تعود إلى فترة أقرب كثيرا من الوقت الأصلي (بين 545 و284 ألف سنة مضت).

## جدول زمني ل
تتابع ظهور أجناس البشراناوية من «دون ذكر» القرابة بينها:

في الأعلى نجد الأحفورات التي عثر عليها وتشير إلى قبيلة البشراناوية. وأسفل منها أحفورات للأجناس الأخرى الأقدم منها. اللون البني الغامق يدل على استنتاجات مؤكدة. وأما اللون البني الفاتح فهي تشير إلى نتائج غير موثقة.
ا لمحور الأفقي يعطي الفترات الزمنية بالمليون سنة.

مخطط نسل "بشرانيات وأشباهها" الموجودين